# Synnematomyces capitatus
Synnematomyces capitatus är en svampart som beskrevs av Kobayasi 1981. Synnematomyces capitatus ingår i släktet Synnematomyces, divisionen sporsäcksvampar och riket svampar.   Inga underarter finns listade i Catalogue of Life.